# Kasperi Salo
Kasperi Salo (ur. 3 października 1979 w Keravie) – fiński badmintonista. Olimpijczyk z Aten.
Brał udział w grze pojedynczej mężczyzn na igrzyskach olimpijskich w Atenach - odpadł w 1/16 finału.